# Fernando Monroy
Fernando Monroy (Cali, Valle del Cauca, Colombia, 8 de diciembre de 1980) es un exfutbolista colombiano. Jugaba de lateral izquierdo y se retiró en el Llaneros de Colombia.

## Trayectoria
Su única participación internacional ha sido la Copa Libertadores 2007, que disputó con el Deportivo Pasto. Tras su salida de ese club, jugó una temporada para el Cortuluá, equipo de la Segunda División del Fútbol Colombiano. En 2008 volvería a jugar en la Primera División. Aunque hizo toda la pretemporada con el América de Cali, Millonarios sería su destino. Tras no tener un rendimiento óptimo ni continuidad, a mediados de año emigraría a otro club. Volvió al América, donde esta vez se quedaría hasta final de año, jugando sólo tres partidos por el Torneo Finalización 2008 y algunos en la Copa Colombia.
A comienzos de 2009 había sido contratado por el Cúcuta Deportivo, club del Fútbol Profesional Colombiano. No obstante, no pudo pasar los exámenes médicos, por lo cual su contratación fue descartada y fue reemplazado por Joe Luis Raguá.
En abril del mismo año firmó contrato con el América de Cali, club con el que estaba entrenando, sin alguna vinculación laboral, desde que saliera del Cúcuta Deportivo. El rápido regreso del defensor a este equipo se debió a la salida de quien fuera la contratación inicial para este puesto, en reemplazo de Pablo Armero y el mismo Monroy, el argentino Fernando Batiste. Luego de no tener continuidad en la nómina durante el Torneo Apertura es licenciado del equipo 'Escarlata'.
En el 2010 juega con el Itagüí la temporada de la Primera B, llegando al subcampeonato de la Copa Colombia 2010 y al título del torneo de ascenso. Al término del año se confirma su salida del club.

## Clubes
| Club                    | País     | Año       |
| ----------------------- | -------- | --------- |
| Centauros Villavicencio | Colombia | 2002      |
| Deportivo Pasto         | Colombia | 2003-2007 |
| Cortuluá                | Colombia | 2007      |
| Millonarios             | Colombia | 2008      |
| América de Cali         | Colombia | 2008-2009 |
| Itagüí                  | Colombia | 2010      |
| Alianza Atlético        | Perú     | 2011      |
| Atlético Bucaramanga    | Colombia | 2012      |
| Llaneros                | Colombia | 2013      |

## Palmarés

### Campeonatos nacionales
| Título              | Club                    | País     | Año  |
| ------------------- | ----------------------- | -------- | ---- |
| Primera B           | Centauros Villavicencio | Colombia | 2002 |
| Torneo Apertura     | Deportivo Pasto         | Colombia | 2006 |
| Torneo Finalización | América de Cali         | Colombia | 2008 |
| Primera B           | Itagüí                  | Colombia | 2010 |